# Paule (Côtes-d'Armor)
Pour les articles homonymes, voir Paule et Sainte-Paule.
Paule [pol], ou Paoul en breton, est une commune française située dans le département des Côtes-d'Armor en région Bretagne.
Ses habitants sont les Paulois.

## Géographie

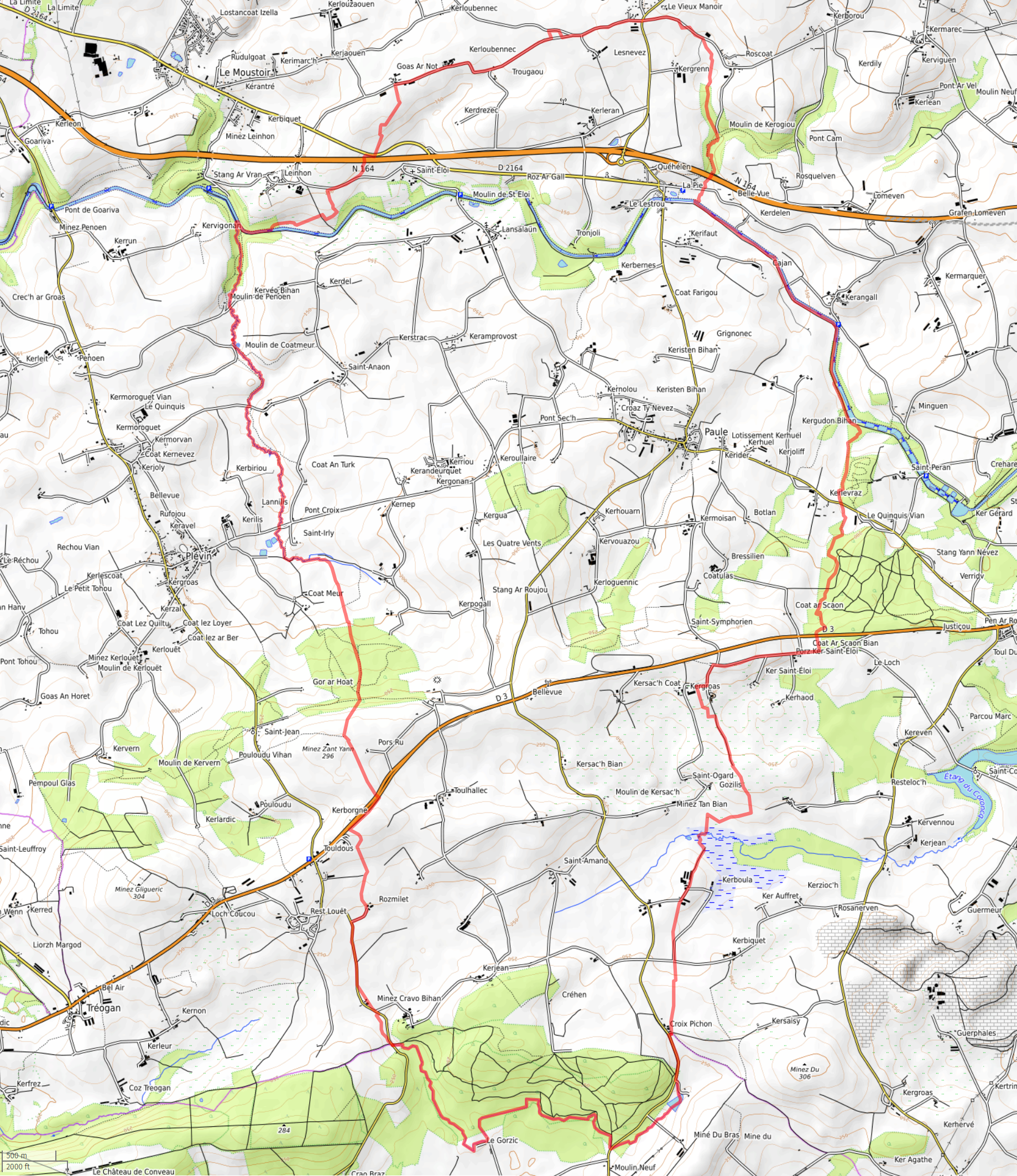
Carte topographique de la commune de Paule.

Paule est une commune rurale située au sud-ouest du département des Côtes-d'Armor et fait partie du territoire breton traditionnel du pays Fisel.
La commune est traversée dans sa partie nord par une portion aujourd'hui déclassée du canal de Nantes à Brest qui a remplacé un ancien cours d'eau disparu, dont la vallée est à 135 mètres d'altitude à son entrée et vers 110 mètres à sa sortie du territoire communal (une petite partie du finage communal se trouve au nord de cet ancien cours d'eau transformé en canal (ce versant nord montant jusqu'à 191 mètres d'altitude au nord-ouest de Kerléran). La commune s'étend surtout au sud de cette vallée et est très vallonnée dans sa partie méridionale. Des hauteurs appartenant à la chaîne des Montagnes Noires, qui s'élève jusqu'à 288 mètres pour sa partie située dans la commune près du lieu-dit bien nommé Bellevue  y offrent de jolis points de vue. La commune possède plusieurs bois, le principal étant le bois de Coat Meur, pour partie situé sur la commune voisine de Plévin, mais aussi le bois du Cren et d'autres.

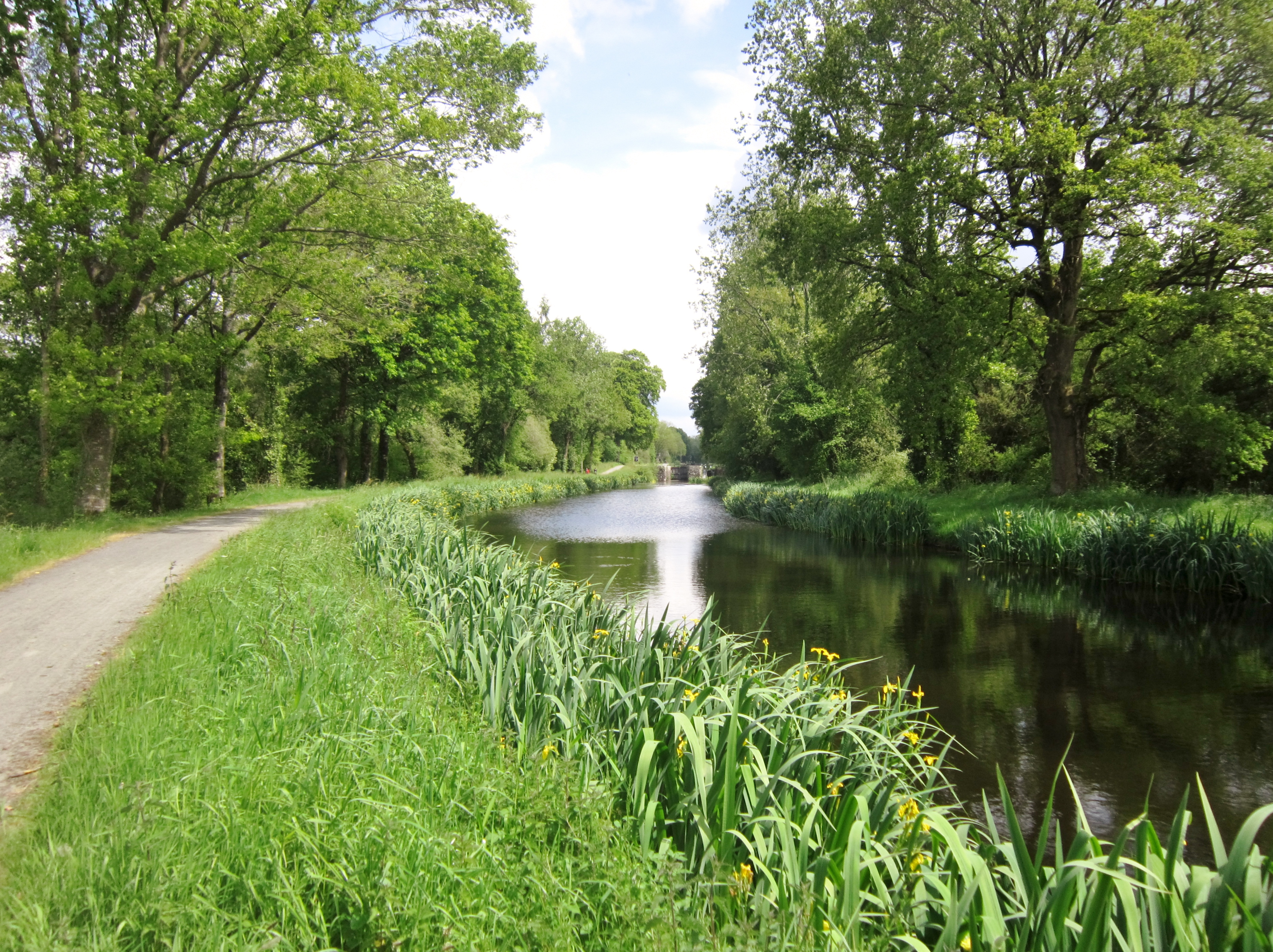
Le canal de Nantes à Brest près de La Pie.
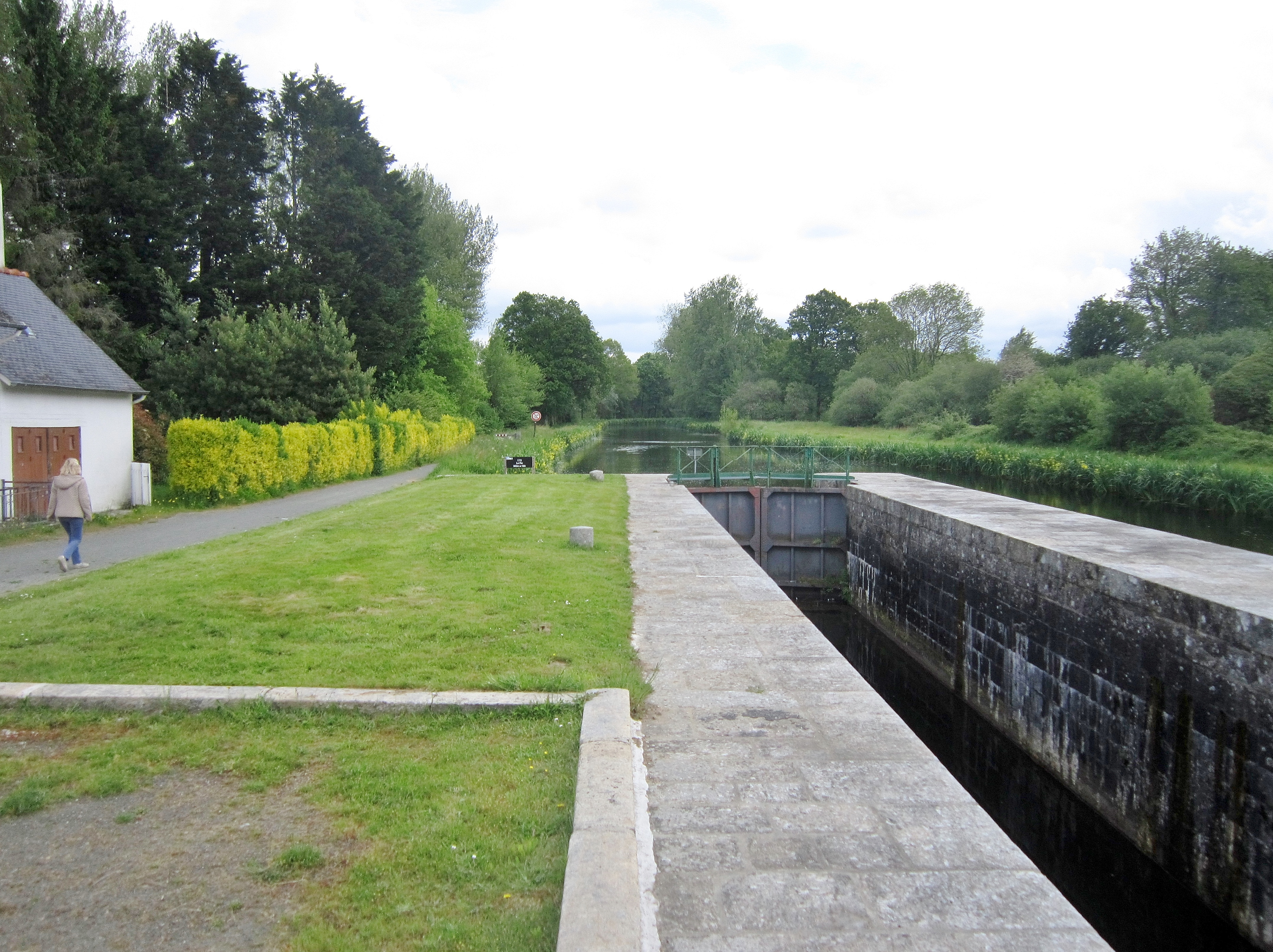
Canal de Nantes à Brest : l'écluse n°179 (la Pie) et le GR 37 (chemin de halage).

Le territoire de la commune est traversé dans sa partie nord par la route nationale 164, et dans sa partie sud par la route départementale 3 (axe routier Quimper-Gourin-Rostrenen-Saint-Brieuc), qui suit la ligne de crête, ainsi que le sentier de grande randonnée 37.

### Communes limitrophes
| Le Moustoir |                      | Maël-Carhaix |
| Plévin      | Paule                | Glomel       |
|             | Langonnet (Morbihan) |              |

### Hydrographie
Pour un article plus général, voir Réseau hydrographique des Côtes-d'Armor.
La commune est située dans le bassin Loire-Bretagne. Elle est drainée par le canal de Nantes à Brest, le Kerjean et le Roz Milet,.
Le canal de Nantes à Brest est un canal, chenal et un estuaire et un cours d'eau naturel navigable, d'une longueur de 396 km. Il prend sa source dans la commune de Nort-sur-Erdre et se jette  dans la Loire à Nantes, après avoir traversé 82 communes. 
Le Kerjean, d'une longueur de 10 km, prend sa source dans la commune  et se jette  dans le canal de Nantes à Brest à Glomel. 
Le Roz Milet, d'une longueur de 11 km, prend sa source dans la commune  et se jette  dans l'Ellé à Langonnet, après avoir traversé quatre communes. 

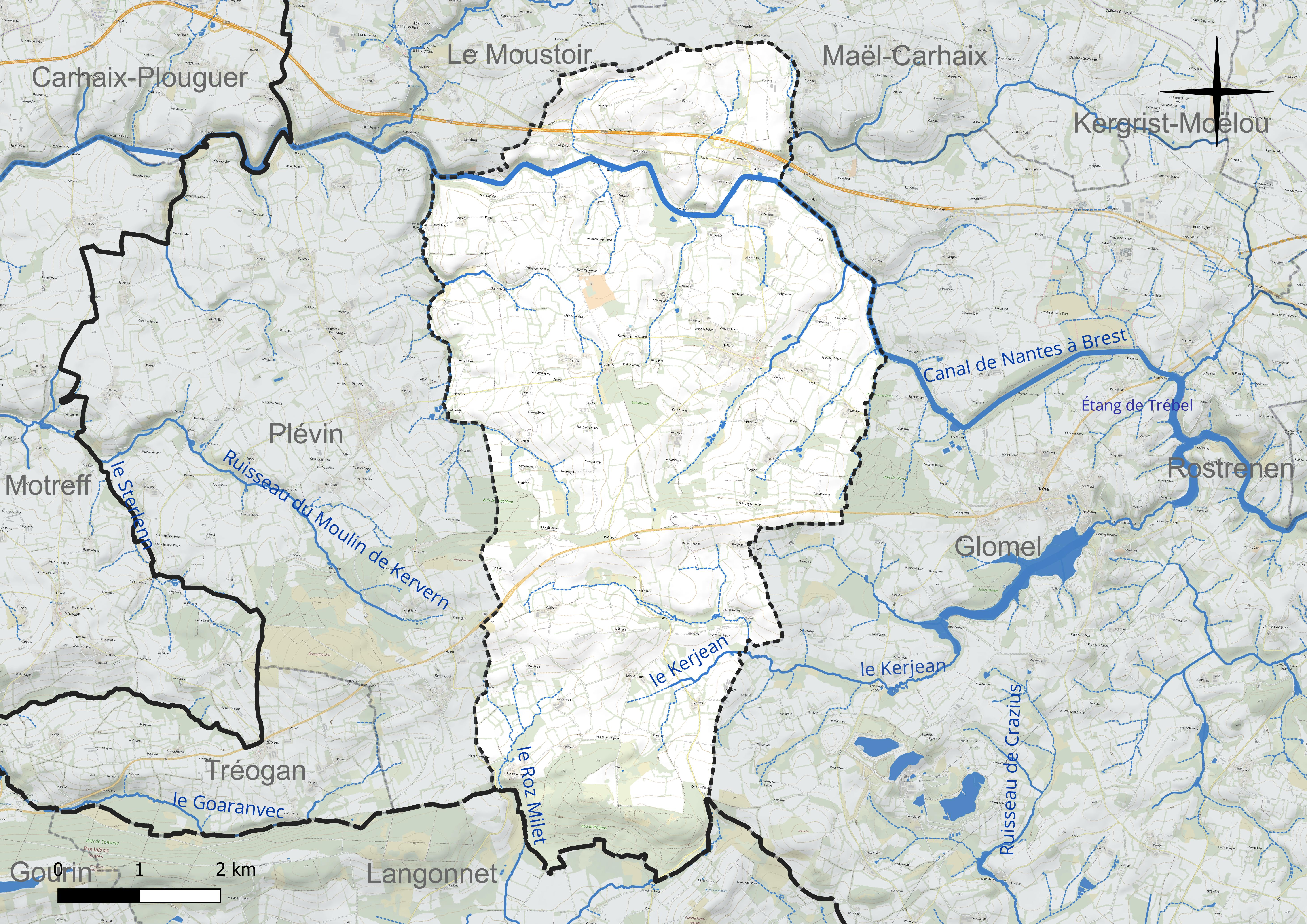
Réseau hydrographique de Paule.

### Climat
Pour des articles plus généraux, voir Climat de la Bretagne et Climat des Côtes-d'Armor.
En 2010, le climat de la commune est de type climat océanique franc, selon une étude du CNRS s'appuyant sur une série de données couvrant la période 1971-2000. En 2020, Météo-France publie une typologie des climats de la France métropolitaine dans laquelle la commune est exposée à un climat océanique et est dans la région climatique  Finistère nord, caractérisée par une pluviométrie élevée, des températures douces en hiver (6 °C), fraîches en été et des vents forts. Parallèlement l'observatoire de l'environnement en Bretagne publie en 2020 un zonage climatique de la région Bretagne, s'appuyant sur des données de Météo-France de 2009. La commune est, selon ce zonage, dans la zone « Monts d'Arrée », avec des hivers froids, peu de chaleurs et de fortes pluies.  
Pour la période 1971-2000, la température annuelle moyenne est de 10,8 °C, avec  une amplitude thermique annuelle de 11,6 °C. Le cumul annuel moyen de précipitations est de 1 112 mm, avec 14,9 jours de précipitations en janvier et 8,1 jours en juillet. Pour la période 1991-2020, la température moyenne annuelle observée sur la station météorologique la plus proche, située sur la commune de Rostrenen à 10 km à vol d'oiseau, est de 11,1 °C et le cumul annuel moyen de précipitations est de 1 146,6 mm,. Pour l'avenir, les paramètres climatiques de la commune estimés pour 2050 selon différents scénarios d'émission de gaz à effet de serre sont consultables sur un site dédié publié par Météo-France en novembre 2022.

## Urbanisme

### Typologie
Au 1er janvier 2024, Paule est catégorisée commune rurale à habitat très dispersé, selon la nouvelle grille communale de densité à 7 niveaux définie par l'Insee en 2022.
Elle est située hors unité urbaine. Par ailleurs la commune fait partie de l'aire d'attraction de Carhaix-Plouguer, dont elle est une commune de la couronne,. Cette aire, qui regroupe 18 communes, est catégorisée dans les aires de moins de 50 000 habitants,.

### Occupation des sols

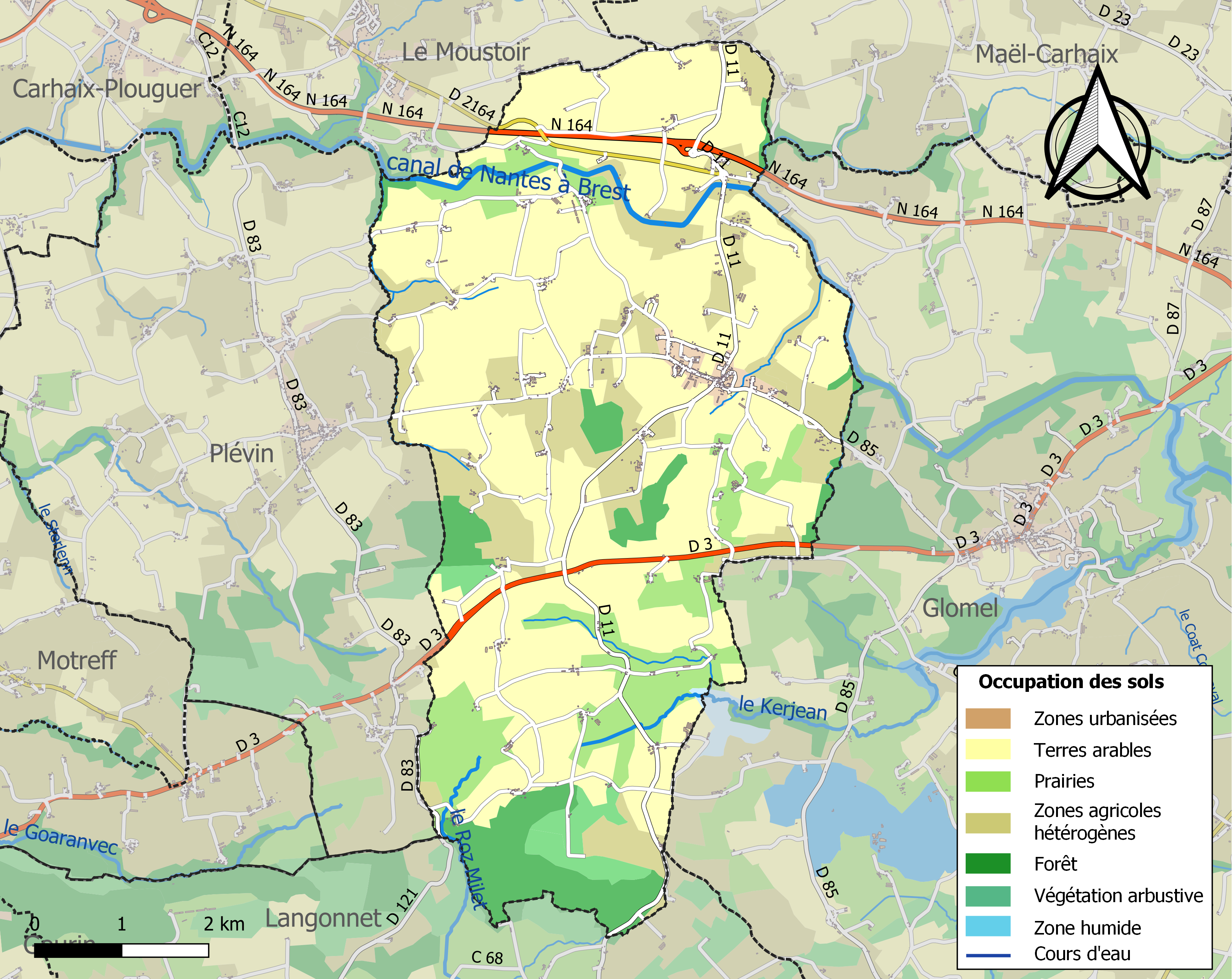
Carte des infrastructures et de l'occupation des sols de la commune en 2018 (CLC).

Le tableau ci-dessous présente l'occupation des sols de la commune en 2018, telle qu'elle ressort de la base de données européenne d’occupation biophysique des sols Corine Land Cover (CLC).
| Type d’occupation                                                                   | Pourcentage | Superficie (en hectares) |
| ----------------------------------------------------------------------------------- | ----------- | ------------------------ |
| Tissu urbain discontinu                                                             | 1,2 %       | 47                       |
| Terres arables hors périmètres d'irrigation                                         | 59,4 %      | 2258                     |
| Prairies et autres surfaces toujours en herbe                                       | 12,0 %      | 458                      |
| Systèmes culturaux et parcellaires complexes                                        | 11,1 %      | 424                      |
| Surfaces essentiellement agricoles interrompues par des espaces naturels importants | 6,0 %       | 230                      |
| Forêts de feuillus                                                                  | 7,9 %       | 299                      |
| Landes et broussailles                                                              | 0,9 %       | 34                       |
| Forêt et végétation arbustive en mutation                                           | 1,4 %       | 52                       |
| Marais intérieurs                                                                   | 0,05 %      | 2                        |
| Source : Corine Land Cover                                                          |             |                          |

## Toponymie
On trouve les graphies Poul vers 1330 dans les bénéfices du diocèse de Cornouaille et Poull en 1368 dans la même source, Paoul en 1407 et en 1673, Paole en 1562, Paol en 1677 et Paule apparaît pour la première fois écrit ainsi en 1790.
En breton Paoul.
Le nom de Paule correspond au mot breton poull = « mare, étang, endroit humide », et n'a rien à voir avec sainte Paule, ni avec saint Pol Aurélien (Saint-Pol-de-Léon). Il est probable que la proximité entre le nom initial Poull et celui de Paul (graphie trouvée en 1599) ait conduit rapidement à donner comme saint éponyme à la paroisse saint Paul (de Léon), confondu par la suite avec la sainte romaine Paule, dont la statue se trouve dans l'église paroissiale.

## Histoire

### Préhistoire

#### Le tumulus de Kergroas
Deux tumulus voisins, distants de 80 m, d'une trentaine de mètres de diamètre chacun, datant de l'Âge du bronze sont situés à Kergroas en Paule : fouillés entre 2002 et 2004, ils comprenaient deux sarcophages, chacun d'un demi tronc d'arbre évidé recouvert d'une planche de bois ; chacun était recouvert d'un petit tumulus de terre grise (provenant d'une zone humide voisine) ; l'ensemble avait été ensuite agrandi afin de recevoir de nouvelles sépultures, datées de l'âge du bronze moyen, une vingtaine de défunts en tout, certains enterrés dans de simples fosses, d'autres dans des cercueils faits de planches de bois ou de dalles de schiste soigneusement assemblées ; certains d'entre eux, demeurés étanches, ont livré des squelettes, ce qui est rarissime en raison de l'acidité et de l'humidité des terres en Bretagne. Cette nécropole a servi pendant plusieurs siècles,.

#### La forteresse de Paule

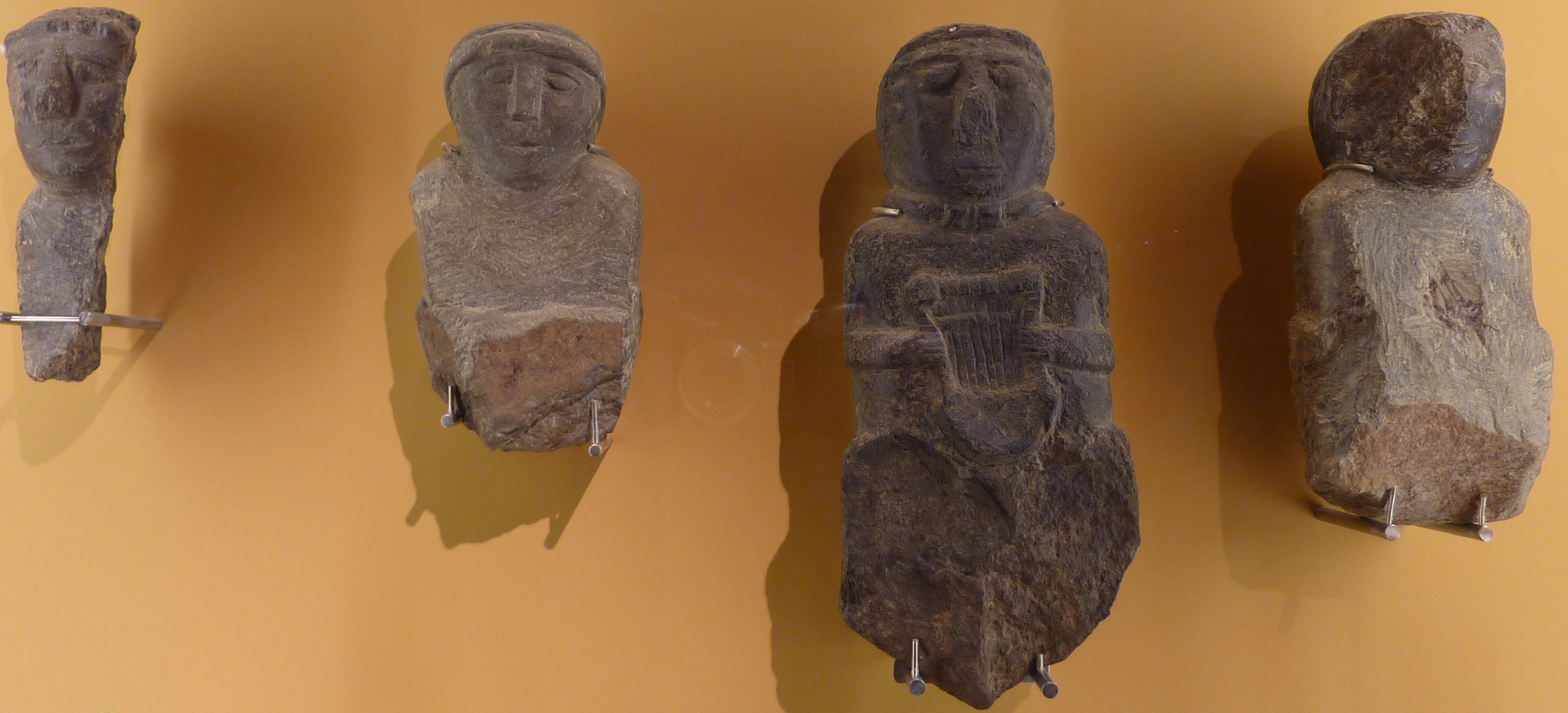
Paule : statues du second âge du fer (Musée de Bretagne, Rennes).

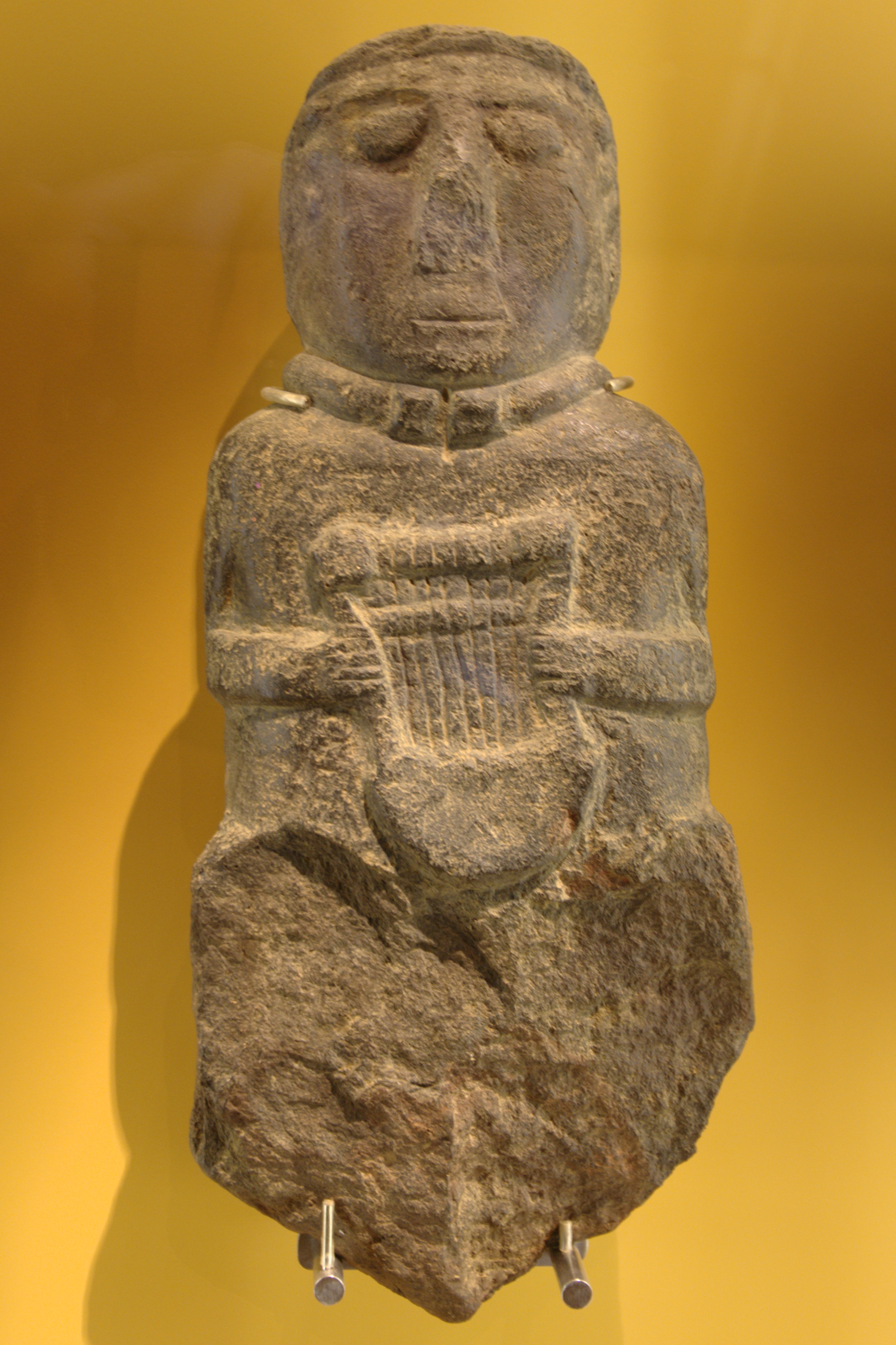
Statue de buste à la lyre (« barde ») datant de La Tène, découverte lors de fouilles de la forteresse de Paule.

L'habitat fortifié de Paule, forteresse celte protohistorique appelée couramment forteresse de Paule, date du Ve siècle av. J.-C. au Ier siècle apr. J.-C., sur le territoire des Osismes.
Il a été fouillé entre 1988 et 2001. Dès le Ve siècle av. J.-C. au moins se trouvait là une ferme fortifiée, ceinte d'un enclos carré de 30 m de côté délimité par une palissade, un autre enclos plus petit, lui aussi de forme carrée, situé à proximité, abritait le cimetière familial. Cette ancienne ferme fortifiée par la suite transformée en forteresse à multiples fossés et remparts, la plus grande enceinte englobant une dizaine d'hectares, fut la résidence assez luxueuse, presque un château avant la lettre, d'une famille aristocratique des IIe siècle et Ier siècles av. J.-C. Peu à peu, c'est une véritable agglomération, vaste d'une trentaine d'ha, qui se développa, ayant à ses portes un atelier de métallurgie. Des milliers de tessons d'amphores, qui avaient contenu du vin venant d'Italie, ont été découverts. Quatre statuettes, des bustes, probablement des effigies d'ancêtres de cette famille, ont aussi été trouvées dans un des fossés sur le site. L'un de ces bustes est orné d'un torque en tôle d'or, signe de bravoure et de dignité, et d'un instrument de musique à sept cordes, une lyre, indiquant qu'il s'agit d'un barde. Cette résidence aristocratique, incendiée vers - 170 av. J.-C., fut immédiatement reconstruite. Les fondations d'un vaste bâtiment édifié vers - 150 av. J.-C. (une vingtaine de trous correspondant aux fosses d'implantation des poteaux qui supportaient la charpente ont été retrouvés) dans un enclos délimité par un talus et une palissade : il s'agit probablement d'un grenier à grains sur pilotis.
Les chercheurs ont aussi mis au jour, au fond d'un puits, 57 objets en bois, éléments d'une machine hydraulique construite entre 68 et 27 avant J.-C., laquelle reste à ce jour le plus ancien exemple historique connu d'utilisation du mécanisme de la bielle.
Yves Ménez pense que Paule était le centre d'activités commerciales importantes, que les dirigeants du site avaient un statut social élevé (de grands aristocrates gaulois osismes) ; on a trouvé par exemple sur le site de nombreuses amphores qui avaient servi à transporter du vin venu de Méditerranée, ce qui illustre le prestige des maîtres du lieu.
À 100 m du camp, au nord, se trouve la source principale de l'aqueduc romain de Vorgium (Carhaix). Cet aqueduc, long de 27 km a fait l'objet d'une étude globale menée par A. Provost et L. Aubry, qui a restitué l'ensemble de son tracé. « La conduite était constituée d'un canal maçonné enduit de mortier de tuileau de teinte rose, rendu plus étanche par les morceaux de tuile pilée qui y ont été incorporés. L'aqueduc était le plus souvent couvert de dalles de schistes recouvertes d'une mince couche de terre. Ainsi pouvait-on facilement accéder à la conduite pour les opérations d'entretien ». Un tunnel long de 900 mètres fut foré dans le schiste à 25 mètres de profondeur sous une colline à Kervoaguel en Le Moustoir pour permettre le passage de l'eau, des puits espacés de 20 à 44 mètres ayant servi à évacuer les déblais lors du creusement du tunnel.
L'ancienne voie romaine de Vorgium (aujourd'hui Carhaix) à Darioritum (aujourd'hui Vannes) passait le long du camp de Saint Symphorien, et passait aussi par Castennec.

### L'enceinte carolingienne de Bressilien
En 2009, des fouilles ont mis au jour les fossés qui délimitaient l'enceinte carolingienne de Bressilien ; les fondations de plusieurs bâtiments formant un complexe résidentiel de type aristocratique ont été dégagées par l'équipe de l'archéologue Joseph Le Gall : il s'agit d'« une enceinte circulaire de 80 mètres de diamètre, délimitée  par un fossé profond de 2,60 m et bordé d'un large talus (...) Dans sa partie haute, (...) les fondations maçonnées d'une salle large de 10 m et longue de 17 m avaient été préservées. Cet édifice monumental faisait partie d'un ensemble de bâtiments comprenant une cave et un puits. La partie haute du site est occupée par des "fonds de cabane", constructions en partie excavées dans le sol, qui servaient notamment pour des activités artisanales et par de nombreux silos à grains,. Un fragment de coupe en verre du VIIIe siècle superbement décorée et deux monnaies d'argent du IXe siècle y ont été mis au jour ».
Non loin de là, à environ 300 m, ont été retrouvés les restes de la chapelle Saint-Symphorien et les fouilles entreprises ont permis entre autres de trouver un fermoir de livre plaqué d'argent, trois deniers de l'époque de Charlemagne, un fragment de croix ou de reliquaire orné de motifs d'inspiration irlandaise caractéristiques de la seconde moitié du VIIIe siècle ou du IXe siècle, qui attestent de la présence à cet endroit de personnages puissants liés à la fois à l'Empire franc et à l'Irlande ; une cloche à main conservée dans la chapelle Saint-Symphorien jusqu'à sa démolition et qui se trouve désormais dans l'église paroissiale Sainte-Paule est aussi caractéristique de la liturgie alors pratiquée chez les Celtes des Îles Britanniques,.

### Le Moyen-Âge
La forêt de Brocéliande s'étant prononcée Bresilien, Arthur de la Borderie fait le lien avec le toponyme Bressillien, lieu-dit situé sur la commune de Paule, pour y fixer les limites de la grande forêt armoricaine mythique, thèse infirmée par les travaux de palynologie et de microsédimentologie.
Au Moyen Âge, le territoire de la paroisse de Paule, qui dépendait de la baronnie de Rostrenen, fut divisé en cinq seigneuries : Paule, Le Dréortz, Brécilien (Bressilien), Liscuit, Kerjan.
Bressilien (Brécilien) comporte une ancienne motte féodale qui mesurait entre 45 et 100 mètres de diamètre, située en aval de la source pérenne qui alimentait l'aqueduc romain de Carhaix (Vorgium), mais le château situé sur cette motte a été détruit dans des temps si reculés qu'il n'existe aucune trace de son passé. En 1682, déjà il est écrit dans une déclaration de la seigneurie de Paule : « Le chasteau de Brécilien, à présent sous bois de haulte futaie, l'emplacement duquel est entouré de fossés ».
Au nord du site carolingien de Bressilien, à une distance d'environ 500 mètres, un manoir du XIVe siècle, a été fouillé en 2009. Son plan rectangulaire comprenait une grande pièce centrale carrée de 12,5 m de côté, comprenant une vaste cheminée et deux fenêtres, avec sur les deux côtés une cuisine et un cellier surmontés de chambres. Le manoir a été détruit par un incendie, peut-être lors de la guerre de succession de Bretagne.
Une autre motte féodale existe à Kerjan. Le château correspondant était encore habité en 1547 par Yves de Bouteville, seigneur baron du Faouët et ses ancêtres le possédaient de temps immémorial.
Castellaouénan a été le site de trois châteaux successifs : le plus ancien, datant de l'époque gauloise, était sur un rocher et entouré de trois enceintes de terre ; un second fût construit au Moyen-Âge, entouré d'une enceinte rectangulaire avec quatre tours dans les angles ; il fut habité par la famille de Kerlaouénan, puis par celle de Poulmic. Un troisième château a été construit au XIXe siècle par la famille Saisy de Kerampuil. 
La seigneurie du Dréortz ou Dréors (dont le château éponyme se trouvait dans la paroisse de Priziac) fut pendant de nombreuses générations propriété de la famille Le Scanff entre 1409 et 1600 environ.

### Temps modernes
Paule est un démembrement de l'ancienne paroisse de Plévin. 
Outre Castellaouénan, quatre autres châteaux ou manoirs existaient à Paule : Kéranguével, Kerjean (Kerjean), Kerloguennic (daté de 1577) et Lansalaun (XVIe siècle). 
Jean-Baptiste Ogée décrit ainsi Paule en 1778 :

« Paule ; sur une hauteur ; à 12 lieues à l'est-nord-est de Quimper, son évêché ; à 18 lieues de Rennes et à 2 lieues de Carhaix, sa subdélégation et son ressort. On y compte 1 800 communiants ; la cure est à l'alternative. Ce territoire est arrosé de plusieurs ruisseaux qui coulent dans les vallons et vont se jeter dans la rivière d'Aulne. On y voit des terres bien cultivées, des prairies et des landes, principalement à l'est et au sud de ce bourg, où sont les Montagnes Noires. Le manoir de Ker-an-Guével est dans cette paroisse. »

### LeXIXesiècle
A. Marteville et P. Varin, continuateurs d'Ogée, décrivent ainsi Paule en 1845 : 

« Paule ; commune formée par l'ancienne paroisse de ce nom ; aujourd'hui succursale. (...) Principaux villages : Quehelan, Kerleran, Lansalaun, Keranguevel, Keramprovost, Saint-Éloy, Saint-Anaon, Kerdehel, Keraffan, Botlan, Bressilien, Kerhouarn, Kerroulaire, Keriou, Kerandeurquet, Kerfuloc'h, Kerouzellec, Castellouenan, Saint-Augard, Kersac'h-Coat, Kersac'h-Bihan, Rufiliou, Toulballec, Kerdescouarn, Berlivet. Superficie totale : 3 757 hectares, dont (...) terres labourables 1 992 ha, prés 445 ha, bois 234 ha, vergers et jardins 73 ha, landes et incultes 858 ha (...). Moulins : 4 (de Kereffaut, de Tronjoly, de Stang-en-Dour, de Keryer-Gars, à eau). Outre l'église paroissiale, on voit en cette paroisse les chapelles de Saint-Éloy et de Saint-Amand. Il y a foire pour les bestiaux le 25 avril. Géologie : schiste argileux. On parle le breton. »

Le comte Louis Marie Emmanuel de Saisy de Kerampuil est maire de Paule entre 1859 et 1889. 
La ferme-école de Castellaouénan est fondée en 1849 ; elle recevait chaque année une trentaine de jeunes gens venant de tout le département qui y rêvaient une instruction agricole. 
En 1858 le manoir de Kerloguennic est restauré par le comte Adolphe Jégou du Laz et son épouse, Marie de Saisy de Kerampuil, écrivaine (auteure notamment de La baronnie de Rostrenen, La baronnie du Faouët, etc..). 
Le bois de Kerjean, situé à l'extrême sud de la commune, prolongement oriental du Bois de Conveau, était un lieu très prisé pour la chasse au loup, comme en témoigne ce témoignage de Frank Davies datant de 1854 :

« Le monument de Du Botdéru était le lieu de réunion le plus ancien des chasseurs de loups dans la forêt de Conveau, un endroit sauvage et désolé, éloigné de toute habitation humaine. (...) Un sentier étroit, tracé par les charbonniers, nous conduisit bien vite à l'endroit désigné. Un joli pilier surmonté d'une croix et entouré avec goût d'une plantation circulaire de chênes et de pins d'Autriche (...) avait été érigé à la mémoire du fameux chasseur et portait sur un de ses côtés l'inscription suivante : "À la mémoire du comte du Botdéru; pair de France, le nemrod de nos forêts". »

En fait ce monument d'environ 6 mètres de haut, qui existe toujours (mais la plaque portant l'inscription a disparu pendant la Seconde Guerre mondiale) est situé juste au sud de Kerlescouarn dans le Bois de Kerjean.
Joachim Gaultier du Mottay écrit en 1862 que Paule dispose d'une école de garçons accueillant 40 élèves. Il précise que la chapelle Saint-Symphorien est alors en ruine, que la seule industrie de la commune « consiste en l'exploitation de quelques carrières d'ardoises assez médiocres » et que Paule est « une des communes du département (...) où l'on garde avec le plus de ténacité les vieilles superstitions bretonnes ».

### LeXXesiècle

#### La Première Guerre mondiale

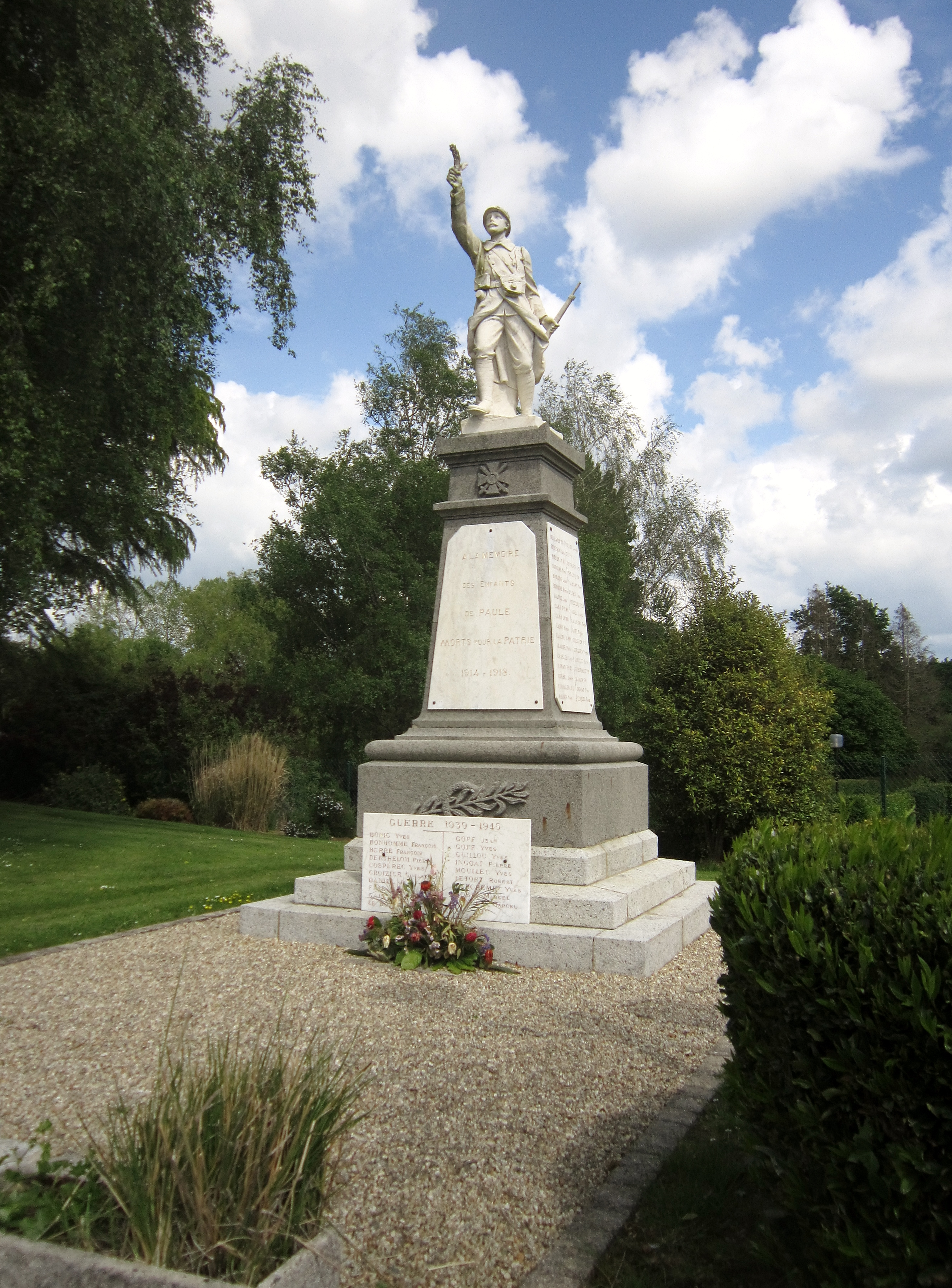
Paule : le monument aux morts.

Le monument aux morts de Paule porte les noms de 70 soldats morts pour la France pendant la Première Guerre mondiale.

#### L'Entre-deux-guerres

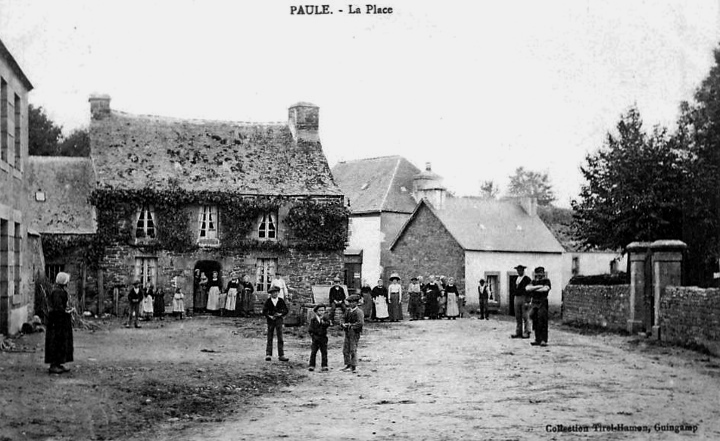
Paule (Côtes-d'Armor) : la place du bourg vers 1925 (carte postale).

#### La Seconde Guerre mondiale
Le monument aux morts de Paule porte les noms de 27 personnes mortes pour la France pendant la Seconde Guerre mondiale. Parmi elles Jean Bonhomme, marin à bord du contre-torpilleur Bison, disparu en mer au large de la Norvège lors du naufrage de son bateau le 3 mai 1940 ; Marcel Le Goff, résistant FFI, fusillé le 8 juin 1944 à La Pie, décoré de la Légion d'honneur, de la Médaille militaire, de la Croix de guerre et de la Médaille de la Résistance ; René Guégan, résistant FTPF, fusillé le 10 mai 1944 à Lansalaun ; André Gouriou, réfractaire au Service du travail obligatoire, résistant FTPF, fusillé à Kerbernès le 28 juillet 1944, ainsi que Laurent Caradec ; Lucien Devedec, Joseph Le Goff et André Ruelleux, fusillés le même jour à Croas Ty Nevez ; Jean Le Bris, autre résistant, tué à l'ennemi le lendemain à Kerhouarn, brûlé vif dans la ferme incendiée, alors qu'il était blessé (tous ces résistants étaient membres du bataillon Guy Moquet).
Le 8 juin 1944, huit jeunes résistants pris par surprise par des Allemands de la division de parachutistes Kreta, qui se dirigeait vers le front de Normandie, dans une ferme du hameau de Lamprat en Plounévézel, sont successivement pendus à différents endroits entre Plounévézel et Saint-Caradec, dont l'un, Marcel Le Goff 22 ans, à La Pie, en Paule,.

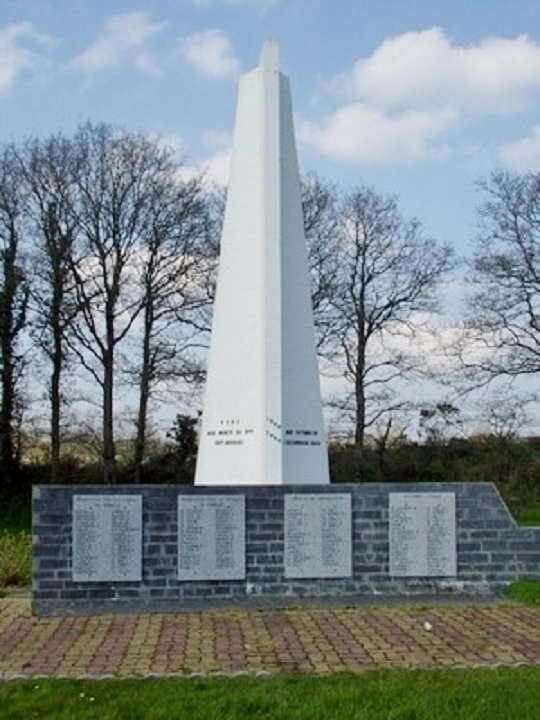
Le monument commémoratif des combats du 29 juillet 1944 à La Pie en Paule.

Le 4 août 1944, Pierre Berthelom, né à La Forêt-Fouesnant en 1917, alias « Fiston », facteur à Paule, commandant FTPF de la compagnie Pierre Louis Menguy, est blessé lors d'un combat contre les Allemands sur le Pont Daoulas à la limite entre Carhaix et Motreff et décède le lendemain,.

##### Les combats de La Pie du29 juillet 1944
Le 29 juillet 1944, des troupes allemandes venues de Brest tentent d'en finir avec ce nid de résistants qui entre autres actions attaque régulièrement les convois allemands au lieu-dit « La Pie » en Paule, entre Carhaix et Rostrenen. Les troupes allemandes subirent de fortes pertes pendant ces combats qui firent 144 victimes françaises (dont 70 résistants tués pendant les combats ou fusillés, 33 résistants morts en déportation, 40 victimes civiles) dont les noms figurent sur le monument commémoratif qui se trouve sur place. Parmi les victimes, plusieurs étaient originaires de Paule : Lucien Devedec, André Gouriou, Jean Le Bris, Joseph Le Goff, Théophile Pencréac'h et André Ruelleux ; d'autres avaient été tués les semaines précédentes (René Guégan, Marcel Le Goff, Jacques Tack). Deux plaques commémoratives, l'une située au lieu-dit Kerbernès, rappelle que Laurent Caradec et André Gouriou, deux autres résistants, ont été fusillés, également le 29 juillet 1944, à cet endroit, et une autre, située au lieu-dit Croaz Ty Névez, que quatre autres (André Ruelleux, Joseph Le Goff, Théophile Pencreach, Lucien Devedec) ont été fusillés le même jour à cet endroit,.

## Politique et administration

### Liste des maires
| Période                                  | Période                       | Identité                       | Étiquette | Qualité                                                                               |
| ---------------------------------------- | ----------------------------- | ------------------------------ | --------- | ------------------------------------------------------------------------------------- |
| 1800                                     | 1804                          | Sébastien Cadiou               |           | Anciennement premier adjoint. Élu après la mort soudaine du maire précédent.          |
| Mai 1804                                 | Juillet 1804                  | Maurice Vatant                 |           | Cultivateur, maire par intérim.                                                       |
| Juillet 1804                             |                               | François Le Moigne             |           | Choisi par Vatant et Le Bris (président du canton de Rostrenen).                      |
|                                          |                               |                                |           |                                                                                       |
| avant 1812                               | 1814                          | Jean Le Borgne                 |           | Cultivateur.                                                                          |
| 1814                                     | après 1832                    | Henry Duleslay                 |           |                                                                                       |
| avant 1833                               | 1836                          | Henry Claude                   |           | Cultivateur.                                                                          |
| 1836                                     |                               | Jean Le Du                     |           |                                                                                       |
| avant 1839                               |                               | Jean Lucas                     |           |                                                                                       |
| avant 1842                               |                               | Jean Joseph Le Guern           |           | Laboureur.                                                                            |
| 1859                                     | 1889                          | Emmanuel de Saisy de Kerampuil |           | Comte.                                                                                |
| 1889                                     |                               | Yves Le Guen                   |           |                                                                                       |
| 1892                                     |                               | Emmanuel Ruellan du Créhu      |           | Minotier.                                                                             |
| avant 1898                               |                               | Henry Dardis                   |           | Instituteur.                                                                          |
| 1900                                     | 1905                          | Jean Le Fichant                |           |                                                                                       |
|                                          |                               |                                |           |                                                                                       |
| 1905                                     | 1917                          | Jean Kervern                   |           |                                                                                       |
| 1920                                     | après 1920                    | Joseph Guern                   |           |                                                                                       |
| Les données manquantes sont à compléter. |                               |                                |           |                                                                                       |
| novembre 1947                            | mai 1963 (décès)              | Pierre Penanguer               |           |                                                                                       |
| juin 1963                                | mars 1977                     | Jean Goubil                    | Centriste | Cultivateur, suppléant du député Édouard Ollivro (1967-1978)                          |
| mars 1977                                | mars 2001                     | Yvonne Cougard,                |           | Secrétaire de mairie retraitée                                                        |
| mars 2001                                | 27 mai 2020                   | Patrick Lijéour                | PS        | Retraité de l'Éducation nationale                                                     |
| 27 mai 2020                              | 17 septembre 2023 (démission) | Martine Bou-Anich              |           | Assistante ressources humaines Vice-présidente de la CC du Kreiz-Breizh (2020 → 2023) |
| 20 novembre 2023                         | En cours                      | Christel Guillerm              |           | -->                                                                                   |

### Mairie

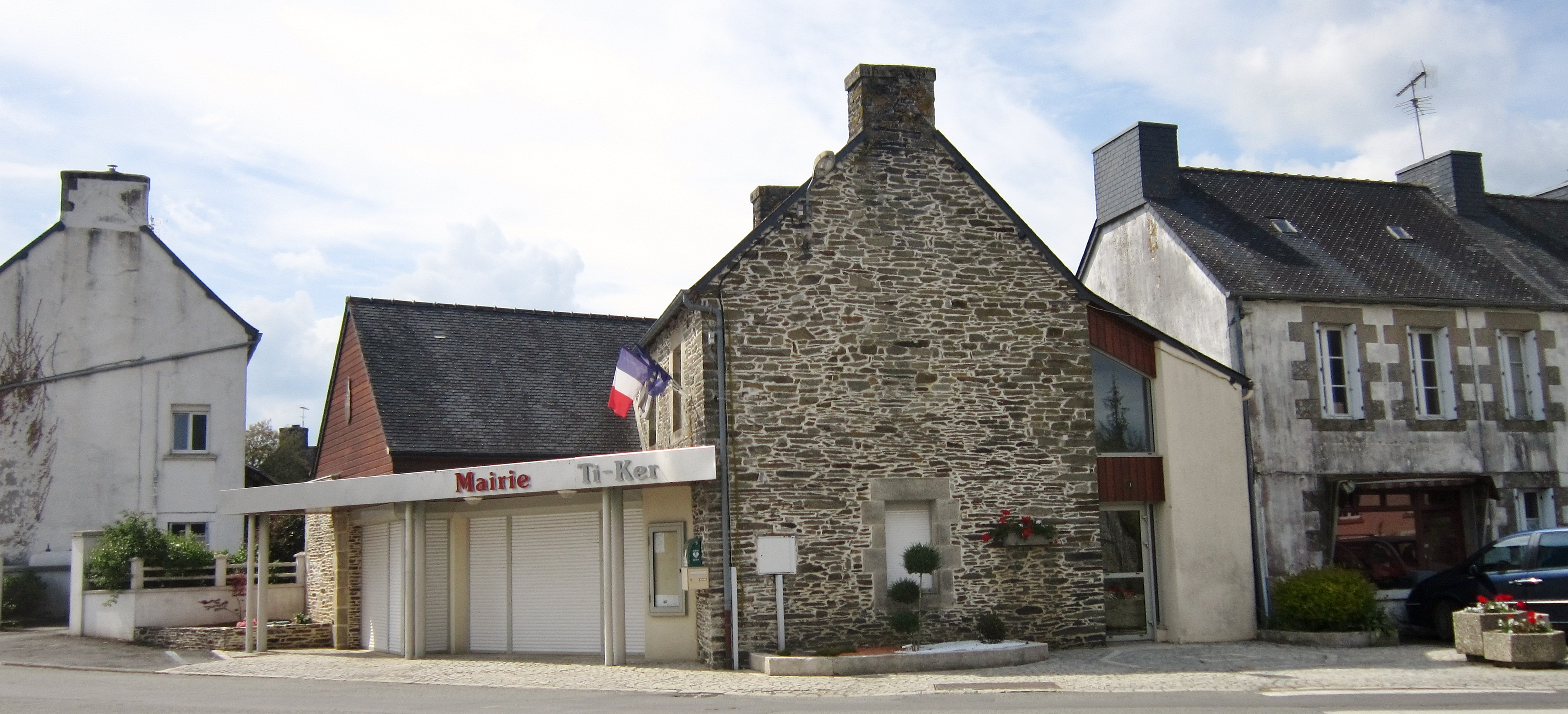
Paule : la mairie.

La mairie de Paule se trouve au 1 place de l'Église.

### Canton
Paule fait partie du canton de Maël-Carhaix.
Joël Le Croissier est conseiller général PS du canton de Maël-Carhaix depuis 1988.

### Intercommunalité
Paule fait partie de la communauté de communes du Kreiz-Breizh, une communauté de 28 communes dont l’action concerne 11 domaines :
- L’aménagement de l’espace communautaire,
- Le développement économique,
- Le tourisme,
- Le logement et le cadre de vie,
- L’élimination et la valorisation des déchets ménagers et des déchets assimilés,
- L’environnement,
- L’enfance et la jeunesse,
- L’initiation, la formation, l’enseignement de la musique, du chant et de la danse,
- Le transport souple à la demande,
- L’assainissement non collectif,
- La production d’énergie.

La communauté de communes du Kreiz-Breizh appartient au Pays Centre Ouest Bretagne, qui regroupe 108 communes.

## Démographie
L'évolution du nombre d'habitants est connue à travers les recensements de la population effectués dans la commune depuis 1793. Pour les communes de moins de 10 000 habitants, une enquête de recensement portant sur toute la population est réalisée tous les cinq ans, les populations de référence des années intermédiaires étant quant à elles estimées par interpolation ou extrapolation. Pour la commune, le premier recensement exhaustif entrant dans le cadre du nouveau dispositif a été réalisé en 2005.

En 2022, la commune comptait 674 habitants, en évolution de −5,87 % par rapport à 2016 (Côtes-d'Armor : +1,78 %, France hors Mayotte : +2,11 %).
| 1793  | 1800  | 1806  | 1821  | 1831  | 1836  | 1841  | 1846  | 1851  |
| ----- | ----- | ----- | ----- | ----- | ----- | ----- | ----- | ----- |
| 1 664 | 1 379 | 1 219 | 1 356 | 1 686 | 1 482 | 1 708 | 1 720 | 1 625 |

| 1856  | 1861  | 1866  | 1872  | 1876  | 1881  | 1886  | 1891  | 1896  |
| ----- | ----- | ----- | ----- | ----- | ----- | ----- | ----- | ----- |
| 1 537 | 1 483 | 1 650 | 1 600 | 1 639 | 1 454 | 1 497 | 1 689 | 1 721 |

| 1901  | 1906  | 1911  | 1921  | 1926  | 1931  | 1936  | 1946  | 1954  |
| ----- | ----- | ----- | ----- | ----- | ----- | ----- | ----- | ----- |
| 1 812 | 1 890 | 1 927 | 1 888 | 1 800 | 1 695 | 1 522 | 1 473 | 1 202 |

| 1962  | 1968 | 1975 | 1982 | 1990 | 1999 | 2005 | 2006 | 2010 |
| ----- | ---- | ---- | ---- | ---- | ---- | ---- | ---- | ---- |
| 1 094 | 962  | 811  | 716  | 627  | 652  | 708  | 722  | 699  |

| 2015 | 2020 | 2022 | - | - | - | - | - | - |
| ---- | ---- | ---- | - | - | - | - | - | - |
| 726  | 682  | 674  | - | - | - | - | - | - |

## Lieux et monuments
La commune compte trois monuments immobiliers protégés au titre des monuments historiques :
- la chapelle Notre-Dame de Folgoat de Lansalaün, chapelle du XVIe siècle et sa fontaine, classés MH en 1920[66],[67] ; voir aussi : Vierge à l'Enfant de Paule ;
- le tumulus de Castellaouenan, remontant à l’âge du bronze et inscrit MH en 1968[68],[69],[70] ;
- le tunnel de Kervoaguel, aqueduc gallo-romain, inscrit MH en 2005 (également sur le territoire du Moustoir)[71],[72].

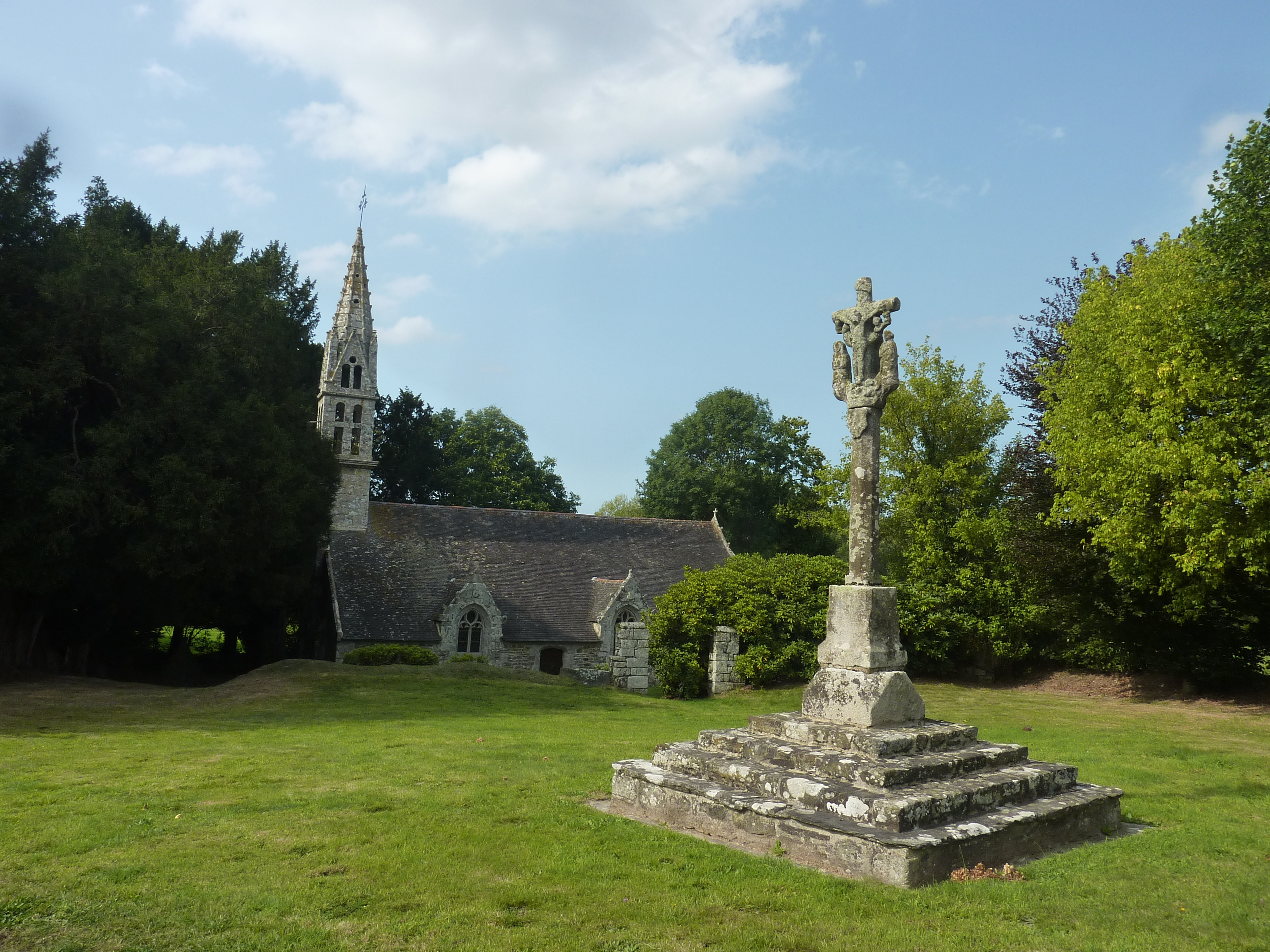
La chapelle de Lansalaün et son calvaire.
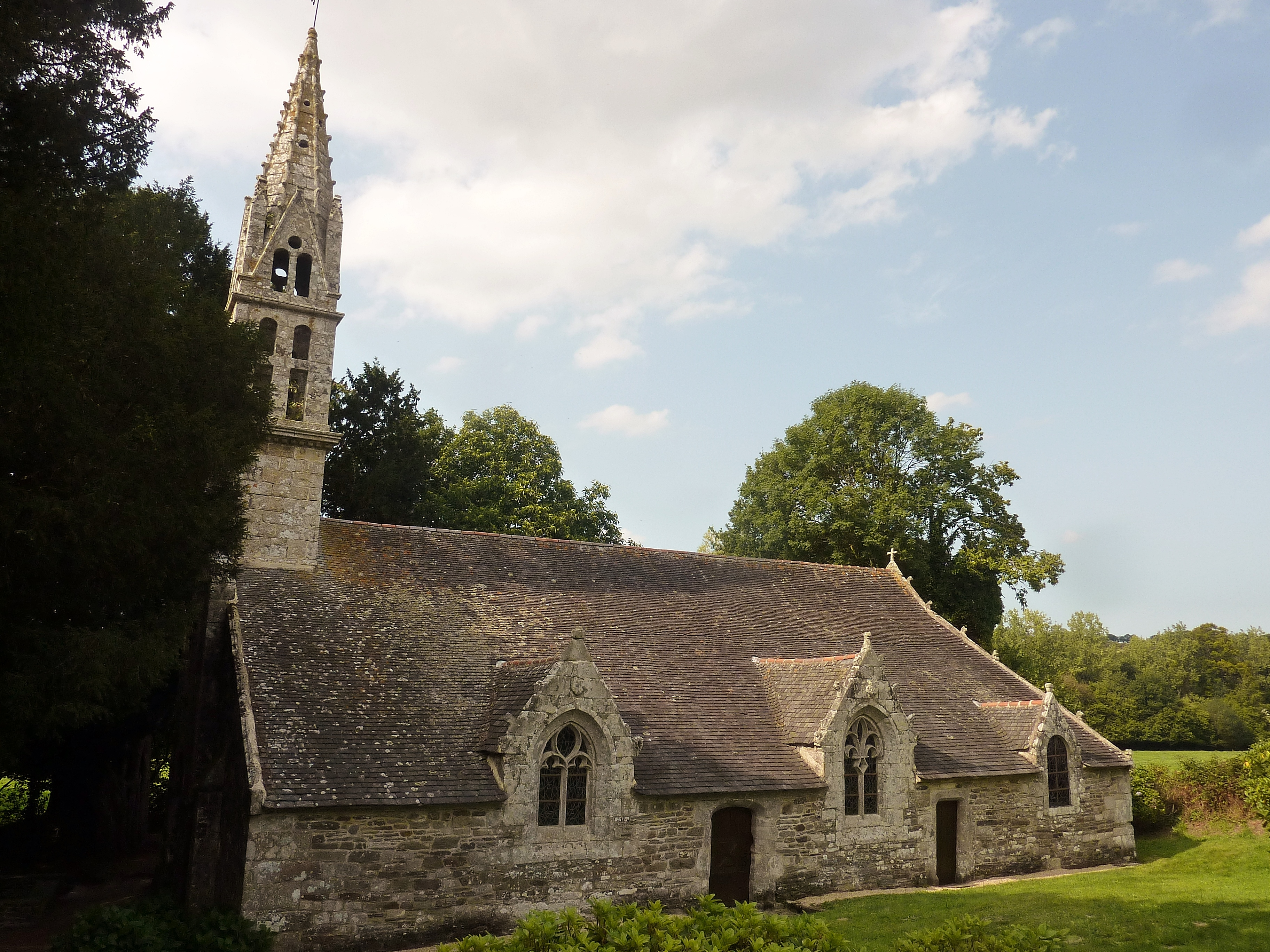
La chapelle de Lansalaün : vue extérieure d'ensemble.
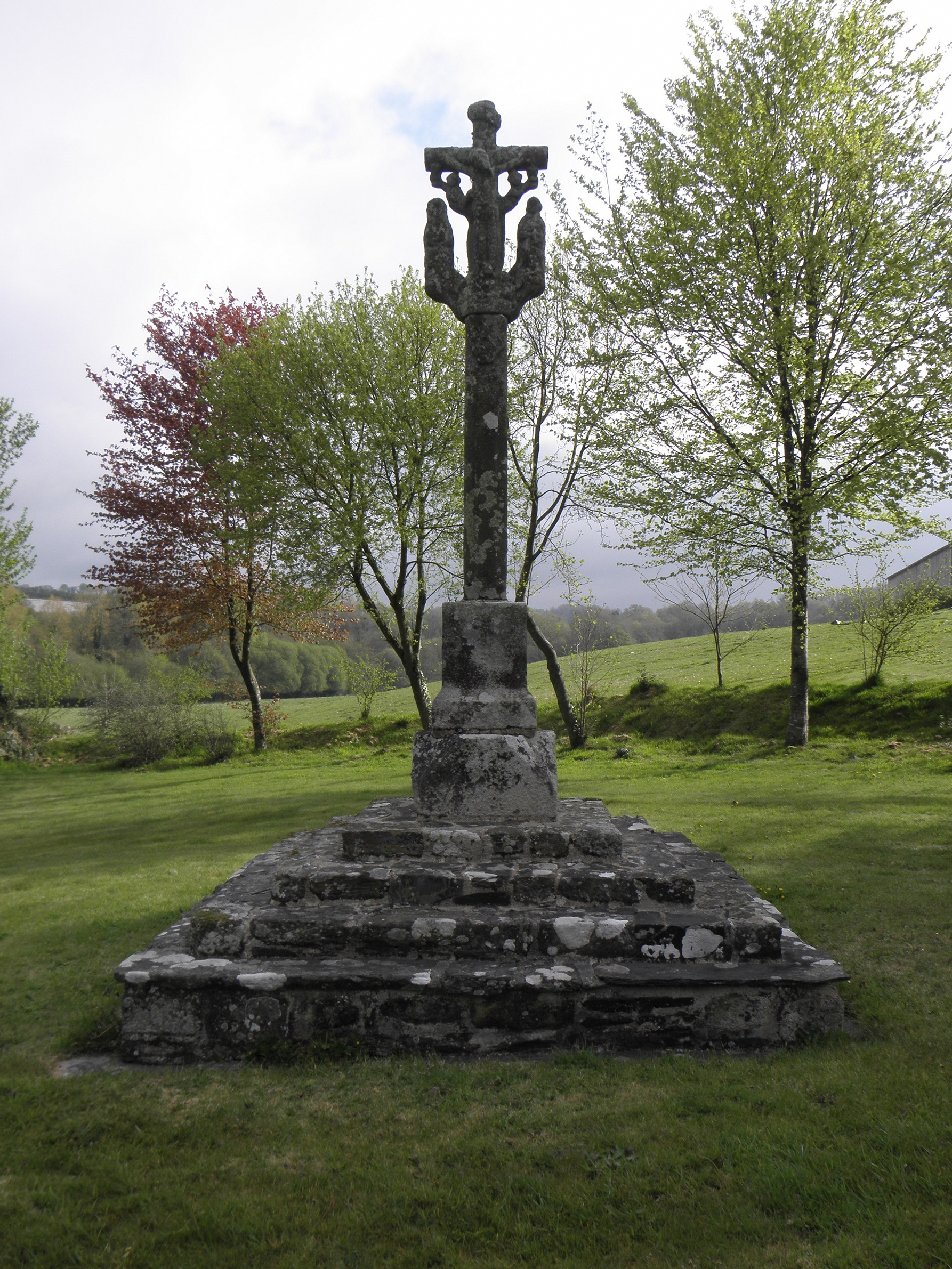
La chapelle de Lansalaün : le calvaire.
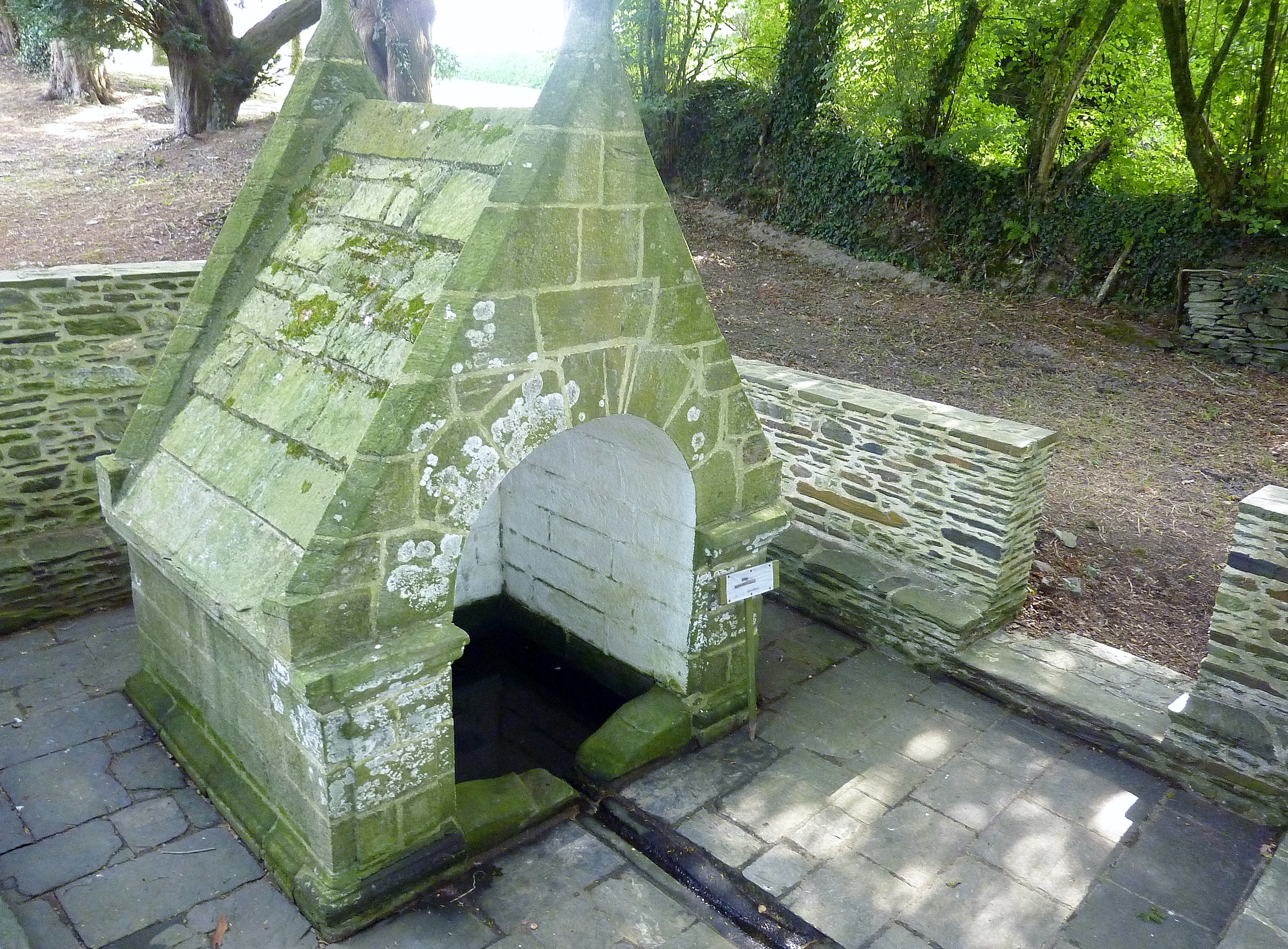
La fontaine de dévotion de la chapelle de Lansalaün.

La commune compte d’autres biens immeubles d’intérêt historique :
- le site de Saint-Symphorien (site double : gaulois, et carolingien) ;
- le manoir de Keranguevel dont l'édification s'étend du Moyen Âge au XVIIIe siècle, résidence privée de la famille de Crevoisier d'Hurbache ;
- la motte de Brécillien ;
- le manoir de Kerloguennic édifié au XIXe siècle par la famille Jégou du Laz, résidence privée de la famille de Lager.

L'église paroissiale Saint-Paule a été construite en 1897-1898 sur les plans de l'architecte Ernest Le Guerranic par un entrepreneur de Coray, Canivet ; son clocher en béton date du milieu du XXe siècle. On y trouve une cloche de bronze datée du VIe siècle et qui provient de l'ancienne chapelle Saint-Symphorien, aujourd'hui disparue.

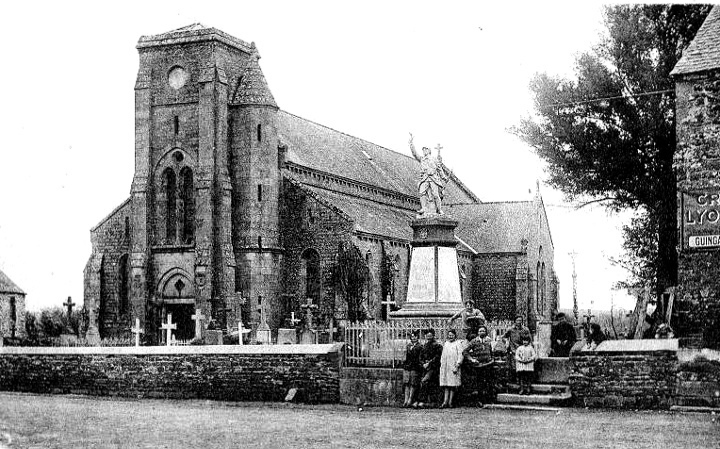
L'église paroissiale Saint-Paule (qui n'a pas encore son clocher) et le monument aux morts vers 1925.
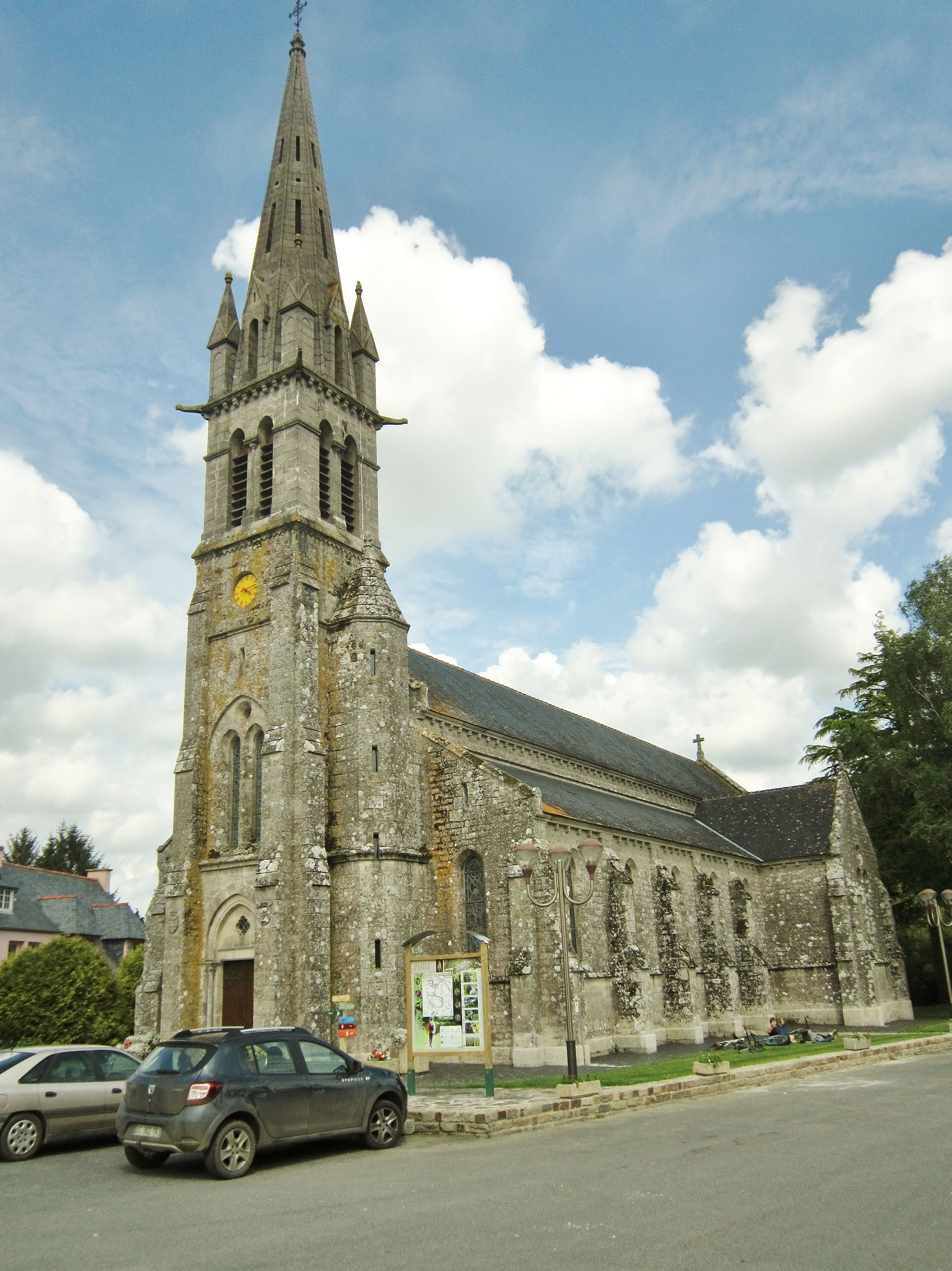
L'église paroissiale Saint-Paule.
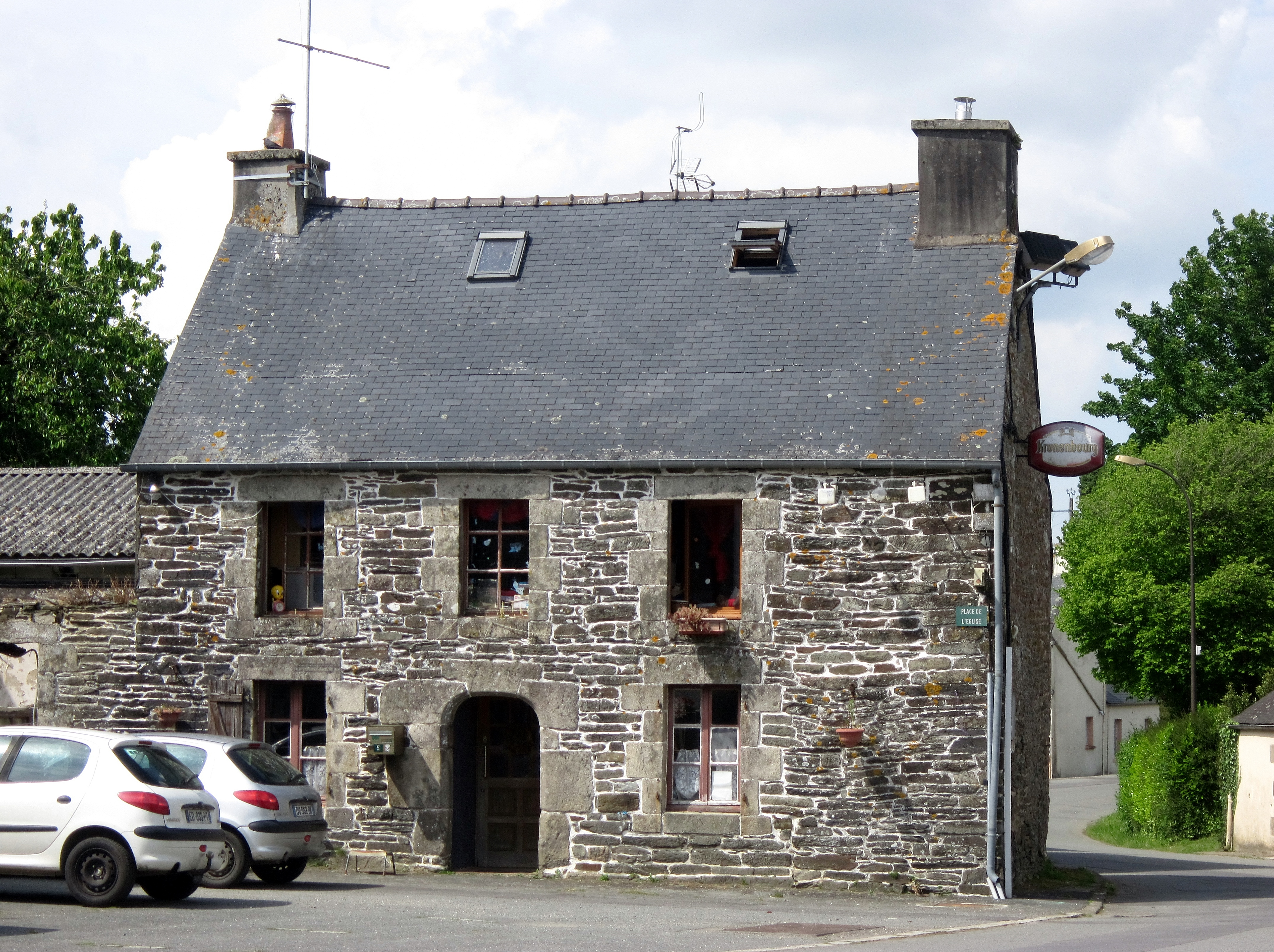
Paule : maison ancienne dans le bourg.

## Personnalités liées à la commune
- L'écrivain Jean-Bernard Pouy possède un manoir du XVIIe siècle qu'il restaure dans la commune[75].

## Pour approfondir